# Qué más da
«Qué más da» es una canción interpretada por el dúo estadounidense Ha*Ash en colaboración con Joy Huerta y Julio Ramírez. Fue estrenado junto a su primer álbum en vivo titulado Primera fila: Hecho realidad, el día 11 de noviembre de 2014.

## Información de la canción
«Qué más da»" fue lanzado junto a la primera producción discográfica en vivo de las hermanas Primera fila: Hecho realidad, el día 11 de noviembre de 2014. Es una canción compuesta por Ashley Grace, Hanna Nicole junto a los cantantes mexicanos Joy Huerta vocalista de Jesse & Joy y Julio Ramírez integrante del trío musical Reik. La pista es una balada romántica, la canción más intima del álbum según las hermanas. Se publicó junto al disco Primera fila: Hecho realidad el día 11 de noviembre de 2014 siendo la canción número ocho de esa edición. Además formó parte de la edición especial de dicho álbum lanzada casi un año después, el día 15 de noviembre de 2015.
El tema fue compuesto junto a la canción «No tiene devolución» del mismo álbum. "Comenzamos a componer la canción porque por primera vez estamos enamoradas las dos. A ver cuánto nos dura, porque la verdad sí es muy raro que pase, ahora estamos bien y estamos disfrutando el momento, comentó Hanna en tono de broma sobre el tema. Por su parte Ashley declaró: "Es la primera vez que Hanna y yo coincidimos en estar enamoradas al mismo tiempo, yo venía de comer con Joy, así que fuimos a casa de Hanna y estaba ahí Julio. De repente nos encontramos, empezamos a hablar de la vida, Julio sacó una guitarra y empezamos a decir cosas en forma de broma y al final, terminamos componiendo esta canción.

## Vídeo musical
El vídeo musical del tema se estrenó el 13 de mayo de 2015 en las plataformas oficiales del dúo. Fue grabado en el jardín y el muelle de la casa donde solían vivir las hermanas en Lake Charles, Luisiana. En él se ve a las integrantes del dúo junto a Joy y Julio interpretando la canción en vivo donde se puede oír en la propia cinta el ruido de los grillos y el sonido de la naturaleza. El vídeo fue dirigido por Nahuel Lerena y Pato Byrne.

## Presentaciones en vivo
El tema no se encontraba incluida en el setlist de la gira 1F Hecho Realidad Tour para la promoción del disco Primera Fila: Hecho realidad, sin embargo, ha sido cantando en una ocasión por las hermanas, además de ser interpretado por el dúo en colaboración con otro artista; el día 25 de octubre de 2015 durante un concierto en el Auditorio Nacional junto a la cantante Joy Huerta.

## Créditos y personal
Créditos adaptados de las notas del álbum.

### Grabación y gestión
- Grabado en Lake Charles (Estados Unidos)
- Mezclado en Cutting Cane Studios
- Posproducción en The Shoe Box
- Publicado por Sony Music Entertainment México, S.A. De C.V. en 2014.
- Administrado por Sony / ATV Discos Music Publishing LLC / Westwood Publishing

### Personal
- Ashley Grace: voz
- Hanna Nicole: voz, guitarra
- Julio Ramírez: voces de fondo, guitarra
- Joy Huerta: voz
- Tim Mitchell: producción, programador, arreglos, ingeniería adicional
- George Noriega: producción, programador, arreglos, ingeniería adicional
- Pablo De La Loza: coproducción, programador, arreglos, ingeniería adicional
- Brad Blackwood: maestro de ingeniería
- Dave Clauss: ingeniería de mezcla
- Quaz: ingeniería de grabación

## Historial de lanzamiento
| País    | Fecha                   | Formato   | Discográfica      | Ref    |
| ------- | ----------------------- | --------- | ----------------- | ------ |
| México  | 11 de noviembre de 2014 | streaming | Sony Music México | [ 21 ] |
| Various | 11 de noviembre de 2014 | streaming | Sony Music Latin  | [ 22 ] |